# Tricerma phyllanthoides
Tricerma phyllanthoides är en benvedsväxtart som först beskrevs av George Bentham, och fick sitt nu gällande namn av Lundell. Tricerma phyllanthoides ingår i släktet Tricerma och familjen Celastraceae. Inga underarter finns listade.